# American News Company
American News Company était une entreprise de distribution de magazines, journaux, livres et comic books américaine fondée en  1864 par Sinclair Tousey,. La société fut la première entreprise du secteur dans les années 1940-1950. Sa brutale disparition en 1957 eut un impact important sur les maisons d'éditions et surtout sur les petits éditeurs de comics ou de magazine, dont beaucoup furent contraints de cesser leurs activités.

## Background
American News était en même temps un distributeur national et un vendeur de journaux locaux. Dirigée par Henry Garfinkle, la compagnie comptait plus de 300 boutiques et avait plusieurs milliers d'employés. Au milieu du XXe siècle, American News était le plus important vendeur de livre au monde. Il était aussi en position dominante dans la distribution des magazines et des journaux aux États-Unis.
American News avait pour clients les éditeurs de comics Dell Comics, Toby Press et la dernière année Atlas Comics.
Dans les années 1940, de nombreux magazines étaient des pulps mais en 1955 ceux-ci avaient disparu ou étaient passés au format digest car American news refusait de distribuer les pulps ne les trouvant pas assez rentables.

## Disparition
La cause réelle de la fin de American News est sujette à débat. Certains l'attribuent à une attaque d'un spéculateur, d'autres au départ annoncé de son plus gros client Dell Comics, enfin certains la relient à des menaces de poursuites en justice pour abus de position dominante.

## Répercussions
La disparition de American News obligea les éditeurs à traiter avec d'autres distributeurs, qui imposèrent des conditions moins favorables. Des éditeurs disparurent, d'autres changèrent le rythme de parution ou le format de leurs magazines.